# John Bortey Naawu
John Bortey Naawu (Koforidua, 13 giugno 1939) è un ex calciatore ghanese.

## Carriera
Partecipò alle Olimpiadi del 1968.